# Gornji Graci
Gornji Graci (cyr. Горњи Граци) – wieś w Bośni i Hercegowinie, w Republice Serbskiej, w gminie Mrkonjić Grad. W 2013 roku liczyła 556 mieszkańców.